# روثا مدببة الأوراق
الروثا مدببة الأوراق (باللاتينية: Salsola acutifolia) هو نوع نباتي يتبع جنس الروثا من الفصيلة القطيفية.